# Dirfys-Messapia
Dirfys-Messapia (Nieuwgrieks: Δίρφυς-Μεσσάπια) is sedert 2011 een fusiegemeente (dimos) in de Griekse bestuurlijke regio (periferia) Centraal-Griekenland.
De twee deelgemeenten (dimotiki enotita) van de fusiegemeente zijn:
- Dirfys (Δίρφυς)
- Messapia (Μεσσάπια)